# 영천군 (선거구)
영천군은 대한민국의 옛 국회의원 선거구이다. 당시 경상북도 영천군(榮川郡) 지역을 관할했다.

## 역사
제6대 국회의원 선거를 앞두고 영천군 갑 선거구와 영천군 을 선거구가 통합되면서 신설되었다.
제9대 국회의원 선거를 앞두고 포항시·울릉군 선거구, 영일군 선거구와 통합되면서 포항시·영일군·울릉군·영천군 선거구를 이루게 됨에 따라 폐지되었다.

## 역대 국회의원
| 선거   | 정당 | 정당       | 의원   |
| ------ | ---- | ---------- | ------ |
| 1963년 |      | 민주공화당 | 이활   |
| 1967년 |      | 민주공화당 | 이원우 |
| 1971년 |      | 민주공화당 | 정진화 |

## 역대 선거 결과

### 대한민국 제6대 국회의원 선거
|  | 39.34% |

|  | 29.56% |

|  | 28.82% |

|  | 1.41% |

|  | 0.85% |

### 대한민국 제7대 국회의원 선거
|  | 48.36% |

|  | 46.75% |

|  | 3.26% |

|  | 1.61% |

### 대한민국 제8대 국회의원 선거
|  | 50.68% |

|  | 43.92% |

|  | 2.75% |

|  | 2.63% |